# Nytt på Nytt
Nytt på nytt er et norsk Tv-program, og er en norsk version af det britiske satireprogram Have I Got News for You, der på dansk hedder Nyhedsministeriet. Programmet laves af produktionsselskabet Hat Trick. Programmet har været sendt på NRK1 hver fredag aften i foråret og efteråret siden 1999, og er blevet et af Norges mest populære TV-programmer med flere end 1,3 millioner seere i gennemsnit (per 2009). I starten så kun 407.000 programmet i gennemsnit, mens seertallene var fordoblet i 2001. Det mest sete program var programmet, der blev sendt efter Anne-Kat. Hærlands spirituskørsel i 2003. Programmet har vundet fem Gullruten-priser og fire Komipriser. Derudover har programleder Jon Almaas vundet to Gullruten-priser for bedste tv-vært.

## Koncept
Programmet er en konkurrence mellem to hold, hvor hvert hold skal løse flest mulig opgaver. Programmets konkurrensemoment er lille – det er humoren som er det vigtige. Værten er Bård Tufte Johansen. De to hold har to deltagere hver, og faste deltagere, på hvert sit hold, er Johan Golden og Isalill Kolpus.
Serien havde premiere på NRK 9. april 1999.